# نائوموویچی
نائوموویچی (به لاتین: Naumovichi) یک منطقهٔ مسکونی در بلاروس است که در منطقه گرودنو واقع شده‌است. نائوموویچی ۲۶۶ نفر جمعیت دارد.